# (1733) Silke
(1733) Silke ist ein Asteroid des Hauptgürtels, der am 19. Februar 1938 von dem deutschen Astronomen Alfred Bohrmann in Heidelberg entdeckt wurde.
Der Name des Asteroiden ist von der Enkelin des Entdeckers, Silke Neckel, abgeleitet.